# Nagy János (esperes)
Nagy János (Mocsa, 1806. január 14. – Nagysalló, 1880. május 1.) református esperes-lelkész.

## Élete
Nagy János és Sékura Éva fia. Tanulmányait Pápán végezte, ahol köztanító és főiskolai senior volt. Ekkor ő vetette meg Tarczyval együtt a tanuló ifjúsághoz intézett lelkes beszédével az önképzőkör alapját. 1836-ban lett nagysallói lelkész, ahol mint a barsi egyházmegye 25 éves esperese 1880-ban elhunyt.

## Művei
- Egyháztörténet Nagy János után Halasy István. Pápa, 1874. (2. kiadás 1876., 5. k. 1884. Pápa).
- Egyházi beszéd, melyet elmondott Székesfejérvárott 1876. jún. 11. kerületi gyűlés alkalmával. Pápa, 1876.

Kéziratban van több népiskolai tankönyve, úgy mint vallástan s confirmácziói káté 1878.; nevelés- és módszertan; Rousseau Emilje és Fenelon Telemaqueja ford.